# Man of the House (película de 1995)
Man of the House es una película de comedia estadounidense de 1995 protagonizada por Chevy Chase, Farrah Fawcett y Jonathan Taylor Thomas. La película trata sobre un niño (Thomas) que debe llegar a un acuerdo con su potencial padrastro (Chase), un abogado bien intencionado que, sin saberlo, es objeto de una persecución por parte de familiares de un hombre al que ayudó a terminar en prisión. Se rodó en Los Ángeles, California y Vancouver, Columbia Británica, Canadá.

## Reparto
- Chevy Chase como Jack Sturges[2]
- Farrah Fawcett como Sandy Archer
- Jonathan Taylor Thomas como Ben Archer[3]
  - Jimmy Baker como el joven Ben Archer
- George Wendt como Chet Bronski
- Zachary Browne como Norman Bronski
- David Shiner como Lloyd Small
- Art LaFleur como Red Sweeney
- Richard Portnow como Joey Renda
- Peter Appel como Tony
- Richard Foronjy como Murray

## Estreno
La película fue estrenada en los Estados Unidos el 3 de marzo de 1995.